# Santa Rosa (tỉnh Guatemala)
Santa Rosa là một tỉnh ở Guatemala. Tỉnh lỵ là Cuilapa.

## Các đô thị
1. Barberena
2. Casillas
3. Chiquimulilla
4. Cuilapa
5. Guazacapán
6. Nueva Santa Rosa
7. Oratorio
8. Pueblo Nuevo Viñas
9. San Juan Tecuaco
10. San Rafael Las Flores
11. Santa Cruz Naranjo
12. Santa María Ixhuatán
13. Santa Rosa de Lima
14. Taxisco